# Janina Lutyk
Janina Lutyk zam. Zapadko-Mirska ps. „Scarlett” (ur. 29 lipca 1925 w Kownie, zm. 20 sierpnia 1997 w Waszyngtonie) – harcerka, łączniczka i wywiadowczyni II plutonu „Parasola” Kedyw KG AK, także w Powstaniu, żołnierz PWSK 2 Korpusu.

## Życiorys
Urodziła się 29 lipca 1925 w Kownie, w rodzinie dyrektora Banku Polskiego Witolda Lutyka i Tatiany z d. Smirnow, właścicieli majątku ziemskiego na Litwie kowieńskiej. Wychowywała się z młodszym o dwa lata bratem Zygmuntem. Początkowo uczyła się w domu, a następnie w Gimnazjum im. Adama Mickiewicza. W 1938 rodzina przeniosła się do Warszawy, gdzie Janina uczyła się w Gimnazjum i Liceum im. Juliusza Słowackiego. W konspiracji była od 1940 jako harcerka 58 WŻDH, w Małym Sabotażu „Wawer”. W 1943 została wprowadzona przez brata do tworzącego się Kedywu (Oddziału ds. Zadań Specjalnych Kierownictwa Dywersji KG AK „Agatu”), gdzie była pierwszą łączniczką II plutonu „Agatu”, później łączniczką 2 kompanii „Parasola”. Swoje mieszkanie znajdujące się przy ul. Wilanowskiej 18 m. 20, w którym mieszkała razem z bratem, oddała do dyspozycji „Agatu”. Znajdowało się ono w domu, który był zasiedlony przez Niemców, ale Janina z bratem, jako posiadający obywatelstwo litewskie, nie zostali stamtąd usunięci, a nawet legalnie mogli używać radia. Mieściło się w nim przez kilka miesięcy 1943 biuro II plutonu „Agatu”, a także przez jakiś czas również magazyn broni tego plutonu. W maju 1944 „Scarlett” ukończyła z pierwszą lokatą klasę żeńską kursu szkoły Podchorążych Szarych Szeregów „Agricola”, a po jego ukończeniu została mianowana na stopień plutonowego podchorążego. Osiągała bardzo dobre wyniki na ćwiczeniach strzeleckich. Będąc jedną z najlepszych w nauce o broni, powołano Janinę na kurs instruktorów broni, pełniła funkcję instruktorki Szkoły Niższych Dowódców Szarych Szeregów „Belweder”. Jako łączniczka i wywiadowczyni II plutonu przeprowadzała rozpoznania przed wielu akcjami bojowymi, uczestniczyła w nich, dowożąc jej uczestnikom i odbierając od nich broń oraz dokumenty. Była bezpośrednią uczestniczką akcji: „Wilanów” i „Kretschmann” we wrześniu 1943, „Braun” w grudniu 1943, „Płochocin” w kwietniu 1944, „Gresser” i „Stamm” w maju 1944, „Hahn” w czerwcu 1944.
Podczas powstania warszawskiego przeszła cały szlak bojowy w II plutonie 2 kompanii „Parasola”, z którym trzykrotnie przechodziła z oddziałem kanałami. Brała udział w krwawej obronie przyczółka czerniakowskiego. Pod koniec września 1944 udało jej się w 200-osobowej grupie pod dowództwem płk. „Radosława” przejść kanałami z Czerniakowa na Mokotów. 25 września 1944 po 17-godzinnym błądzeniu po kanałach znajdując się w grupie dziewcząt „Parasola” przeszła z Mokotowa do Śródmieścia, a po ich przejściu zachorowała na zapalenie płuc. Kiedy powstańcy skapitulowali, wyszła z Warszawy z ludnością cywilną.
Podporucznik Janina Lutyk we wrześniu 1944 została odznaczona Krzyżem Srebrnym Orderu Wojennego Virtuti Militari (brak dokumentu odznaczenia).
Przez kilka miesięcy przebywała w Częstochowie, skąd na początku 1945 powróciła do Warszawy. Była uczestniczką podczas ekshumacji poległych koleżanek i kolegów i przygotowaniu ich kwatery na Powązkach. Została aresztowana przez UB, ale udało jej się uciec i przez Czechosłowację dotarła do Włoch, gdzie wstąpiła 14 października 1945 do 17 Kompanii PWSK 2 Korpusu Polskiego. 18 lutego 1946 oddelegowano Janinę na studia inżynierskie w Bolonii, a następnie w Rzymie. Tam wyszła za mąż za swego dowódcę z „Parasola”, por. Jerzego Aleksandra Zapadko. Po przeniesieniu 2 Korpusu do Anglii studiowała na Wydziale Inżynierii Lądowo-Wodnej Polish University College w Londynie, a po ich ukończeniu w 1951 otrzymała dyplom inżyniera. W Anglii małżonkowie żyli w trudnych warunkach materialnych, a w 1954 na zaproszenie stryja Janiny wyjechali do USA i zamieszkali w Waszyngtonie, gdzie Janina pracowała jako inżynier-konstruktor. Była ekspertką od konstruowania budowli wytrzymałych na trzęsienia ziemi. Służyli pomocą charytatywną dla kraju zwłaszcza dla Zakładu dla Niewidomych w Laskach i Zakładów im. Brata Alberta oraz wspomagając finansowo Środowisko „Parasola”.
Razem z mężem, prowadziła ożywioną działalność społeczną wśród Polonii amerykańskiej. Na terenie USA pracowała w Kongresie Polonii Amerykańskiej, w którym zajmowała stanowisko kierownicze w US Veterans Administration (Departamencie Spraw Weteranów). Będąc na emeryturze w latach 90. została prezesem Fundacji Kulturalnej SPK w Waszyngtonie. Była uczestniczka prac w Fundacji Jana Pawła II, ale także czynnie wspierała w Polsce akcję ratowania kobiet chorych na raka piersi, którą prowadziła Irena Koźmińska, żona ambasadora RP w USA. W 1994, w rocznicę Powstania, odwiedzili z mężem Warszawę.
Zmarła nagle 20 sierpnia 1997 na atak serca i została pochowana w Waszyngtonie.

## Odznaczenia
- Krzyż Srebrny Orderu Wojennego Virtuti Militari[2]
- Srebrny Krzyż Zasługi z Mieczami – czerwiec 1944
- Krzyż Walecznych – sierpień 1944